# 수상함
수상함(水上艦, surface vessel)은 잠수함과 대비되는 의미로써 물 위에 떠있는 군함이다.
자체 무기와 군대를 가지고 수면에서의 전쟁을 위해 설계된 해군 전함의 부분 집합이다. 일반적으로 다른 선박, 잠수함, 항공기 또는 지상 목표물과 싸우기 위해 건조된 선박이며 대마약 작전 및 해상 차단을 포함한 여러 다른 임무를 수행할 수 있다. 주요 목적은 유인 운반 선박이 아닌 함선 자체에서 배치된 무기로 우주, 공중, 지상 및 수중 표적과 교전하는 것이다.
수상함에는 순양함, 구축함, 호위함, 코르벳함, 그리고 전함과 순양전함을 포함한 몇 가지 오래된 유형이 포함된다. 이 범주에는 항공모함, 강습상륙함 및 지뢰탐지기는 포함되지 않는다. 이들은 일반적으로 탑재 무기 시스템을 사용하지 않기 때문이다. (즉, 항공모함은 일반적으로 항공기로만 공격하며 지뢰탐지기는 주로 전투함이 아님) 그러나 일부 전함은 항공기와 재래식 무장을 모두 탑재하는 러시아의 쿠즈네초프급 항공모함과 같이 지상 전투원의 측면과 다른 역할을 결합한다.